# Silvio Varviso
Silvio Varviso (Zúric, Suïssa, 1924 - Anvers, Bèlgica, 1 de novembre de 2006) fou un director d'orquestra suís.
El seu pare va ser mestre de cant. Va estudiar al Conservatori de Zúric piano, violí, clarinet, trompeta i percussió. Va continuar els seus estudis de direcció orquestral amb Clemens Krauss a Viena. Va debutar dirigint als 20 anys La flauta màgica al Stadttheater de Sankt Gallen. Es va convertir en el principal director de l'Òpera de Basilea (1950-1962) i, subseqüentment es va exercir com a director musical a l'Òpera Reial d'Estocolm, a l'Òpera de Stuttgart i en l'Òpera de París (1973-1985). Als Estats Units, primer va dirigir el 1959 a l'Òpera de San Francisco i després el 1961 al Metropolitan Opera de Nova York on va dirigir Lucia di Lammermoor amb la qual va debutar Joan Sutherland en aquest escenari. La seva última aparició en el podi orquestral va tenir lloc el 2006 dirigint Tosca, a la Vlaamse Opera d'Anvers.